# Пиперци
Пиперци (серб. Пиперци / Piperci) — село в общине Биелина Республики Сербской Боснии и Герцеговины. Население составляет 209 человек по переписи 2013 года.